# PepsiCo
PepsiCo, Inc. (abbreviazione per Pepsi Company) è un'azienda multinazionale statunitense di alimenti, snack e bevande con sede a Purchase, New York.
Oltre al marchio Pepsi-Cola possiede, fra gli altri, i marchi Gatorade, Frito-Lay, SoBe, Lay's, Naked, 7 Up e Tropicana. Fino al 1997 è stata proprietaria delle catene di ristorazione KFC, Pizza Hut e Taco Bell,  fast food ceduti alla Tricon Global Restaurants, ora Yum! Brands, Inc..
Il 20 dicembre 2017 PepsiCo ha trasferito le sue azioni al NASDAQ dopo 39 anni di trading sul NYSE.

## Storia

### Le origini
La ricetta per la bevanda analcolica Pepsi è sviluppata per la prima volta nel 1880 da Caleb Bradham, un farmacista e industriale di New Bern, nella Carolina del Nord. Conia il nome "Pepsi-Cola" nel 1898 e, quando la bevanda diventa popolare, crea la Pepsi-Cola Company nel 1902 e registra il brevetto per la sua ricetta nel 1903. Ventotto anni dopo, nel 1931, la società va in bancarotta. L'8 giugno 1931 la ricetta e il marchio sono acquistati da Charles Guth, proprietario di un'azienda di sciroppi a Baltimora. Guth è anche presidente di Loft Inc, uno dei maggiori produttori di caramelle. Così utilizza i laboratori e i chimici della Loft per riformulare lo sciroppo. Utilizza anche risorse di Loft per promuovere la Pepsi, la cui sede viene trasferita a New York nelle vicinanze delle strutture di Loft. Nello stesso tempo rifornisce di soda la grande catena di negozi di caramelle per cui nel 1935 gli azionisti di Loft fanno causa a Guth e alla Pepsi-Cola. Il 29 maggio 1941 Loft vince la causa e lo stesso anno Pepsi Cola Company e i negozi di caramelle prendono strade diverse. Nei primi anni sessanta le linee di prodotti Pepsi-Cola si espandono con la creazione di Diet Pepsi e l'acquisto di Mountain Dew.
Nel 1965 la Pepsi-Cola Company si fonde con Frito-Lay, Inc. per diventare PepsiCo, Inc. Nel 1970 la sede dell'azienda è trasferita nella sede attuale di Purchase, New York.

### L'espansione
Tra la fine degli anni settanta e la metà degli anni novanta, PepsiCo si espande acquisendo attività commerciali al di fuori del fulcro principale dei marchi di alimenti e bevande confezionati, Ma nel 1997 abbandona queste attività non-core, vendendone alcune e riunendo le altre in una nuova società denominata Tricon Global Restaurants, in seguito nota come Yum! Brands, Inc. PepsiCo possedeva anche diversi altri marchi successivamente venduti per concentrarsi sugli snack e bevande. Tra questi marchi molti sono noti: Pizza Hut, Taco Bell, KFC, Hot'n Now, East Side Mario's, D'Angelo Sandwich Shops, Chevys Fresh Mex, California Pizza Kitchen, Stolichnaya,  Wilson Sporting Goods, North American Van Lines.
Dopo queste cessioni sono avviate acquisizioni su larga scala nel settore degli snack e delle bevande. Nel 1998 PepsiCo acquisisce la società di succo d'arancia Tropicana, nel 2001 Quaker Oats Company per 13,4 miliardi di dollari in titoli aggiungendo così la linea di bevande sportive Gatorade e altri marchi come Chewy Granola Bars e Aunt Jemima. Nel 2006 diventa presidente e CEO una donna, Indra Nooyi, nata in India.
Nell'agosto 2009 PepsiCo offre 7 miliardi di dollari per acquisire i due maggiori imbottigliatori dei suoi prodotti in Nord America: Pepsi Bottling Group e PepsiAmericas.  L'acquisizione è completata nel 2010, con la conseguente creazione di una nuova società interamente controllata da PepsiCo, Pepsi Beverages Company.  Nel febbraio 2011 la società effettua la sua maggiore acquisizione internazionale acquistando la maggioranza di Wimm-Bill-Dann Foods, un gruppo alimentare russo che produce latte, yogurt, succhi di frutta e latticini. Otto mesi più tardi, nell'ottobre 2011, rileva anche la quota rimanente (il 23%), diventando la più grande azienda di alimenti e bevande in Russia.
Nel luglio 2012 PepsiCo annuncia una joint venture con Theo Muller Group, poi chiamata Muller Quaker Dairy: rappresenta il primo ingresso di PepsiCo nel settore lattiero-caseario negli Stati Uniti. La joint venture è comunque sciolta nel dicembre 2015.
Il 25 maggio 2018 PepsiCo rileva il produttore di snack vegetariani Bare Foods. Nell'agosto 2018 l'annuncio del cambio al vertice della società: dopo 12 anni lascia in ottobre Indra Nooyi, le subentra Ramon Laguarta, originario di Barcellona. Prima di lasciare Indra Nooyi realizza il suo ultimo affare come CEO: proseguendo nella svolta salutista data all'azienda, nell'agosto 2018 annuncia l'acquisizione dell'israeliana SodaStream, produttrice di gasatori d'acqua domestici e succhi concentrati light, per 3,2 miliardi di dollari (144 dollari per azione in contanti con un premio del 32% rispetto al prezzo medio del titolo negli ultimi 30 giorni). L'operazione viene completata entro il gennaio 2019.